# Turniej o Złoty Kask 2000
Turniej o Złoty Kask 2000 – cykl zawodów żużlowych, organizowanych corocznie przez Polski Związek Motorowy. W finale, rozegranym we Wrocławiu, zwyciężył Tomasz Gollob.

## Finał
- Wrocław, 29 września 2000
- Sędzia: Ryszard Głód

| Msc. | Zawodnik              | Klub         | Pkt |             |  |
| ---- | --------------------- | ------------ | --- | ----------- |  |
| 1    | Tomasz Gollob         | Bydgoszcz    | 14  | (3,3,3,3,2) |  |
| 2    | Sebastian Ułamek      | Gdańsk       | 13  | (2,3,2,3,3) |  |
| 3    | Andrzej Huszcza       | Zielona Góra | 12  | (1,3,3,3,2) |  |
| 4    | Robert Sawina         | Wrocław      | 10  | (3,3,0,3,1) |  |
| 5    | Piotr Świst           | Gorzów Wlkp. | 8   | (0,0,3,2,3) |  |
| 6    | Wiesław Jaguś         | Toruń        | 8   | (1,2,3,1,1) |  |
| 7    | Piotr Protasiewicz    | Bydgoszcz    | 8   | (1,1,2,2,2) |  |
| 8    | Krzysztof Jabłoński   | Gniezno      | 7   | (3,0,2,2,0) |  |
| 9    | Robert Wardzała       | Tarnów       | 7   | (2,1,1,1,2) |  |
| 10   | Rafał Dobrucki        | Piła         | 6   | (2,w,1,0,3) |  |
| 11   | Grzegorz Rempała      | Rzeszów      | 5   | (0,d,2,0,3) |  |
| 12   | Maciej Kuciapa        | Rzeszów      | 5   | (3,2,d,d,d) |  |
| 13   | Jacek Gollob          | Piła         | 4   | (0,2,0,2,d) |  |
| 14   | Piotr Dym             | Rawicz       | 4   | (2,1,0,1,0) |  |
| 15   | Sławomir Drabik       | Częstochowa  | 4   | (d,2,1,0,1) |  |
| 16   | Rafał Okoniewski      | Gorzów Wlkp, | 4   | (d,1,1,1,1) |  |
| 17   | rez. Mariusz Węgrzyk  | Wrocław      | ns  |             |  |
| 18   | rez. Grzegorz Walasek | Częstochowa  | ns  |             |  |